# Îlet à Guillaume
L'Îlet à Guillaume est un îlet en ruine de l'île de La Réunion, un département d'outre-mer français dans l'océan Indien, site d'un ancien pénitencier agricole pour enfants, de 1864 à 1879.

## Situation
Installé à 700 mètres d'altitude sur un morne au confluent de la rivière Saint-Denis et du Bras Guillaume, il est situé sur le territoire de la commune de Saint-Denis, le chef-lieu, ainsi que dans le parc national de La Réunion. On y accède par une variante du sentier de grande randonnée GR R2 qui débute près du pont Vinh-San, grimpe le long du rempart de La Montagne et descend dans le lit du fleuve avant de l'atteindre au prix de quelques lacets et de traverser ensuite la plaine d'Affouches.

## Établissement
Les bâtiments à l'abandon ont accueilli de 1864 à 1879 un pénitencier pour enfants,. Seule colonie pénitentiaire agricole de l'île, cet établissement était géré par la congrégation missionnaire du Saint-Esprit. Jusqu'à 4 000 enfants y ont été enfermés. Au-delà des activités agricoles, cette main-d'œuvre a contribué à la construction d'infrastructures civiles, tels que des bâtiments, des routes et un pont. Un cimetière recueillait les dépouilles des victimes de ce régime carcéral très strict.
Il a été inscrit au titre des Monuments historiques par le préfet de La Réunion Pierre-Henry Maccioni le 9 janvier 2008,,. 
L'INRAP a mené en 2020 d'importantes fouilles archéologiques sur le site,.
Il figure sur la liste de l'édition 2021 du Loto du patrimoine,.